# Club de Vela de Bærum
El Club de Vela de Bærum (Bærum Seilforening en idioma noruego y oficialmente) es un club náutico ubicado en Bærum, Noruega.

## Historia
El Club de Vela de Bærum fue formado en 1928 tras unirse varias asociaciones náuticas de Sandefjord, Høvik y Solvik.
El 1 de enero de 2011 absorbió al Vestfjordens Seilforening, club que había sido fundado en 1921 en la península de Snarøya, en el fiordo de Oslo. 

## Flotas
Tiene flotas activas de :
- Optimist
- RS Feva
- Windsurf
- Europa
- Laser
- 29er
- Snipe
- Sonar
- IF-boat (antigua clase International Folkboat)

## Deportistas
En la clase Snipe, Eric Barfod, Nils Monstad y Birger Jansen fueron campeones de Europa con el Vestfjordens Seilforening antes de la fusión, y Birger Jansen también fue campeón del mundo máster. Marthe Enger Eide compitió en los Juegos Olímpicos de Londres 2012 en Laser Radial.

## Regatas
Organiza anualmente la regata Skagen Race, que patrocina Helly Hansen, entre Åsgårdstrand y Skagen.
En 2010 organizó el Campeonato de Europa de la clase Snipe.